# Becky Hammon
Rebecca Linn „Becky” Hammon (ros. Ребекка Линн Хаммон; ur. 11 marca 1977 w Rapid City) – amerykańska koszykarka występująca na pozycji rozgrywającej, posiadająca także rosyjskie obywatelstwo, reprezentantka tego kraju na Igrzyskach Olimpijskich w Pekinie w 2008 i w Londynie w 2012 roku. Obecnie pracuje jako trenerka Las Vegas Aces w WNBA.
Wcześniej, Becky Hammon była gwiazdą sportową na szczeblu uniwersyteckim rozgrywek NCAA jako reprezentantka Colorado State University w Fort Collins, gdzie została uhonorowana w Colorado State University Sports Hall of Fame, a jej koszulka nr 25 została na jej cześć wyłączona z dalszego użytku przez jej uniwersytet.
Jeszcze wcześniej, jako koszykarka licealna w Rapid City, wygrała wyróżnienie najlepszej koszykarki stanu: South Dakota Miss Basketball 1994, jak i najlepszego koszykarza czy koszykarki stanu: South Dakota Gatorade Player of the Year 1995.
Rozpoczęła karierę zawodową w 1999. Jej poprzednie zespoły to: w dawnej lidze NWBL (National Women’s Basketball League): Tennessee Fury (2003), Colorado Chill (2004-2006); w lidze WNBA: New York Liberty (1999-2006).
Jej decyzja reprezentowania Rosji na olimpiadzie w Pekinie jest niepopularna w Stanach Zjednoczonych. Zawodniczka była zmuszona bronić swojej decyzji, powziętej po następnym z kolei braku powołania do kadry olimpijskiej w koszykówce kobiet USA, zabiegając o i otrzymując obywatelstwo rosyjskie pod koniec 2007, i co za tym idzie, miano zdrajczyni w amerykańskim heartlandzie:

Jestem absolutnie na 100% Amerykanką. Kocham nasz kraj. Kocham to, co nim reprezentujemy. [Gra dla Rosji] umożliwia mi spełnienie moich marzeń, czyli gry na igrzyskach olimpijskich.

21 sierpnia 2008, w jednym z meczów półfinałowych igrzysk w Pekinie, reprezentacja Rosji zmierzyła się z reprezentacją USA, a w drugim – Australia przeciwko Chińskiej Republice Ludowej. Becky Hammon, rozgrywająca dla Rosji w koszulce z numerem 7, wrzuciła zaledwie 3 punkty jedynym celnym wrzutem z tylko sześciu oddanych przez nią rzutów przeciwko agresywnemu podwójnemu kryciu przez zawodniczki USA kiedykolwiek była przy piłce, i Rosja przegrała 52-67.
W meczu o brąz przeciwko Chinkom, wrzuciła najwięcej punktów z całej swojej drużyny, podobnie jak w wygranym ćwierćfinale przeciwko reprezentacji Hiszpanii, i wygrała z Rosją medal olimpijski, drugi tego samego koloru z rzędu dla Rosjanek.
Przed meczem z USA, Becky Hammon plasowała się piątym miejscu wśród najlepszych strzelców rzutów spoza linii (trzypunktowych), a ogólnie rzecz biorąc, zdobywała podczas turnieju olimpijskiego w Pekinie średnio ponad 14 punktów przy średnio nieco ponad 20 minut w akcji w każdym spotkaniu. Oprócz tego, jak przystoi skutecznej i doświadczonej dwukrotnej All-Star rozgrywającej z WNBA, wyraźnie ustawiała grę swojej drużyny, kiedykolwiek jest na boisku.
Ustanowiła rekord Guinnessa, w kategorii kobiet, trafiając 38 z 42 rzutów wolnych w trakcie jednej minuty podczas NBA All-Star Jam Session.
W grudniu 2021 została trenerką Las Vegas Aces.

## Osiągnięcia

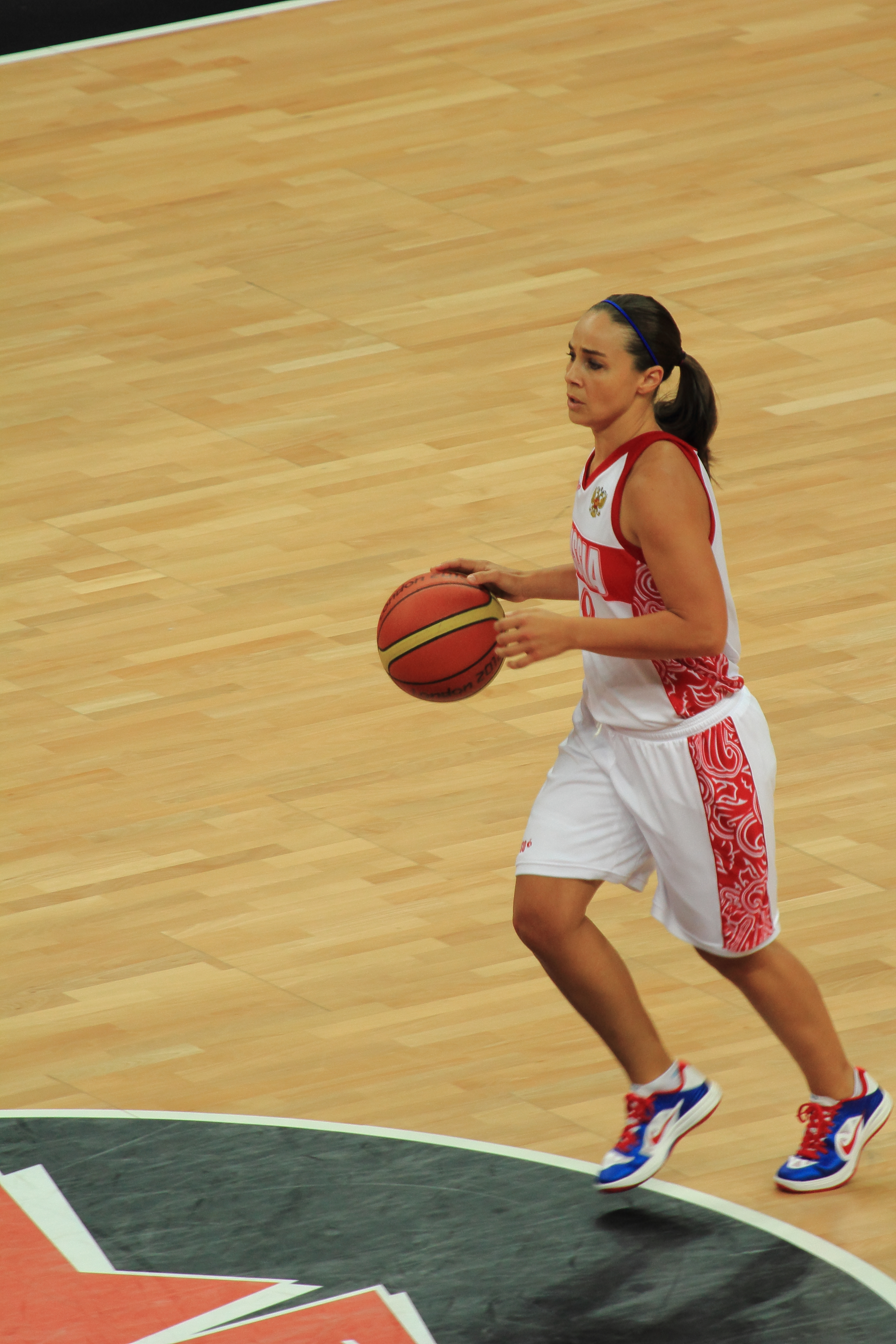
Hammon podczas igrzysk olimpijskich 2012.

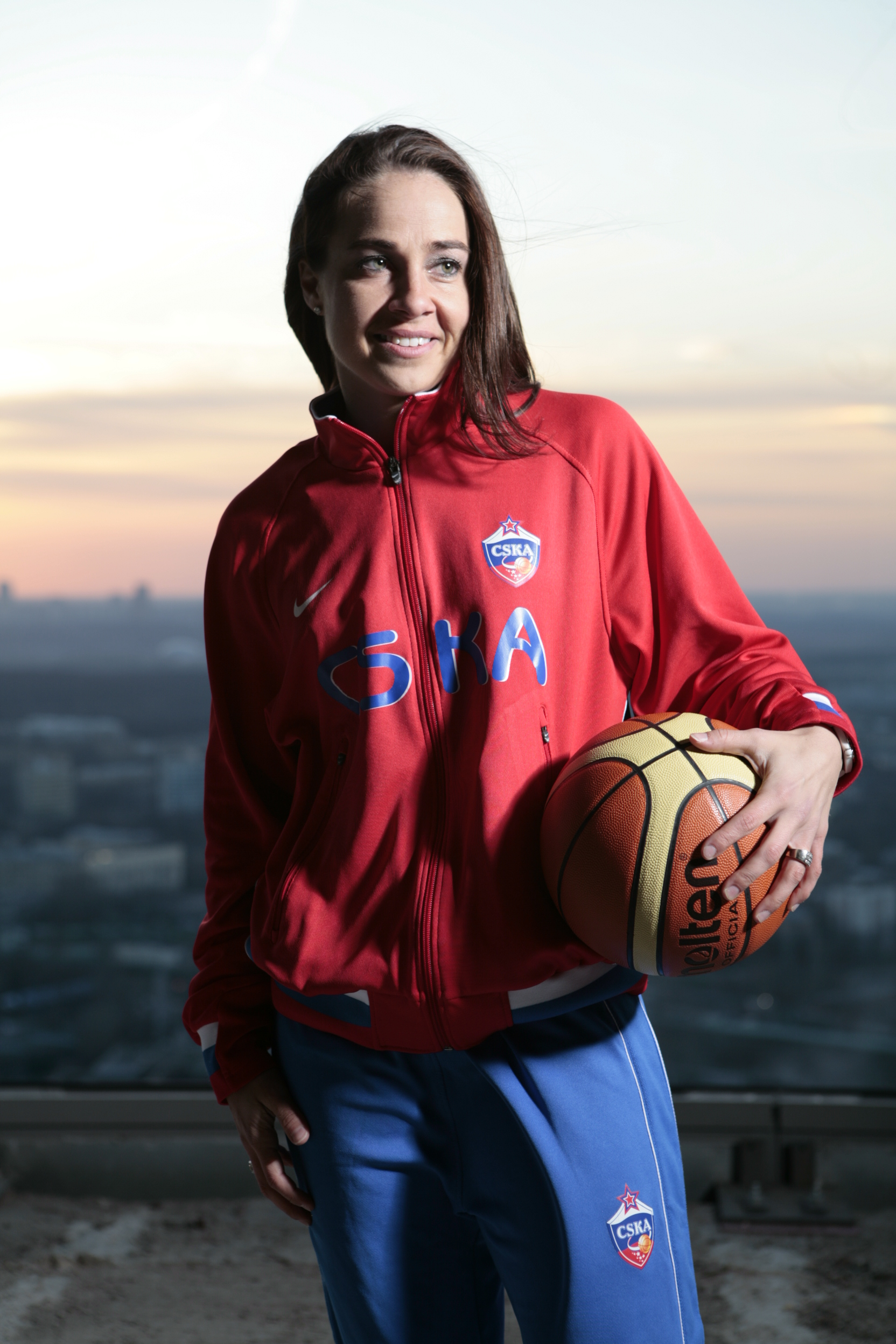
Hammon w barwach CSKA Moskwa.

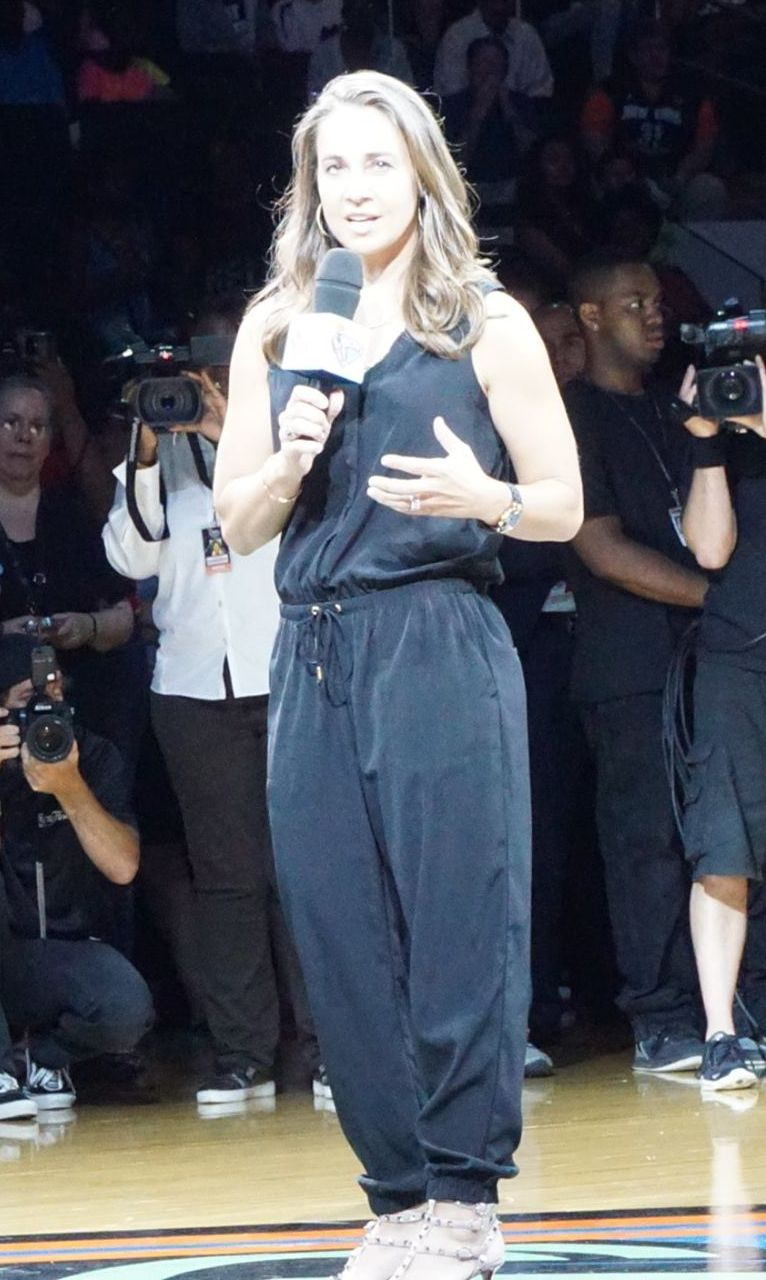
Hammon podczas ceremonii wprowadzenia do Ring Of Honor.

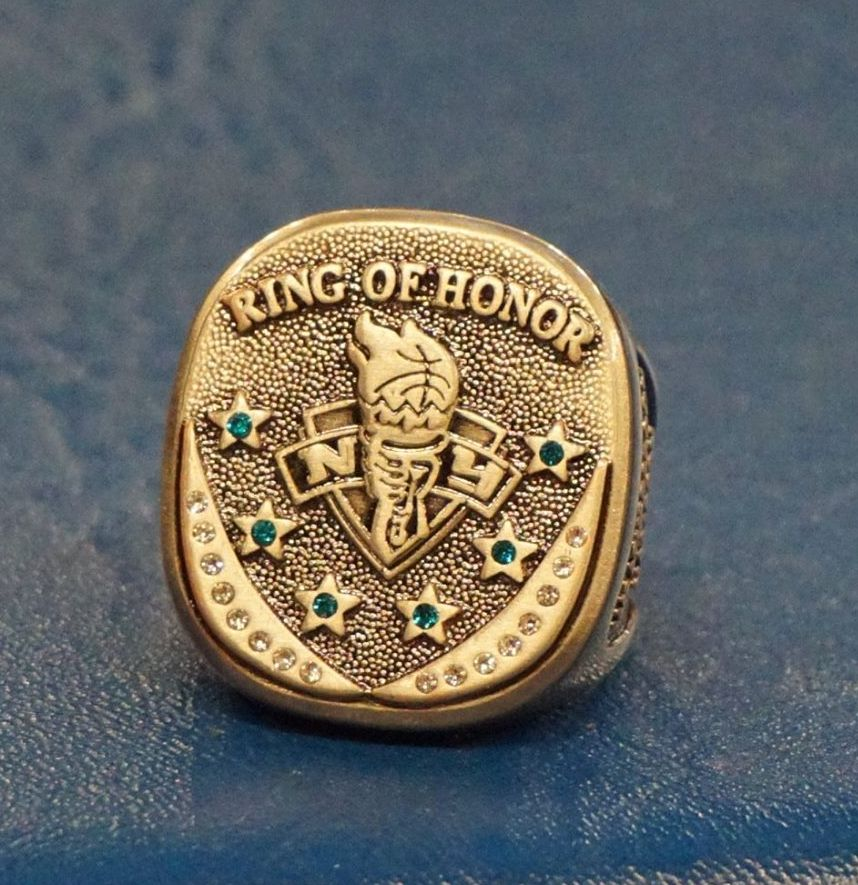
Replika pierścienia przyznanego Hammon podczas ceremonii wprowadzenia do Ring Of Honor.

Na podstawie, o ile nie zaznaczono inaczej.

### NCAA
- Uczestniczka rozgrywek:
  - Sweet Sixteen turnieju NCAA (1999)
  - turnieju NCAA (1996, 1998, 1999)
- Mistrzyni sezonu regularnego konferencji Western Athletic (1996)
- Zawodniczka roku konferencji Western Athletic (1997, 1998, 1999)
- Laureatka Frances Pomeroy Naismith Award (1999)
- Najlepsza pierwszoroczna zawodniczka Western Athletic (1996)
- MVP turnieju konferencji Western Athletic (1996)
- Zaliczona do I składu:
  - All-American (1999 przez Women’s Basketball Journal, Sports Illustrated)
  - Western Athletic (1996–1999)
  - najlepszych pierwszorocznych zawodniczek Western Athletic (1996)
- Colorado State University zastrzegło należący do niej numer 25 (2005)

### WNBA
- Wicemistrzyni WNBA (1999, 2000, 2002, 2008)
- Uczestniczka meczu gwiazd:
  - WNBA (2003, 2005–2007, 2009, 2011)
  - WNBA vs USA Basketball:
    - The Game at Radio City (2004)
    - The Stars at the Sun (2010 – powołana, nie wystąpiła)
- Laureatka:
  - WNBA Peak Performer (2008 – przyznawana liderkom WNBA w punktach, zbiórkach, asystach)
  - Kim Perrot Sportsmanship Award (2014)
- Zaliczona do:
  - I składu WNBA (2007, 2009)
  - II składu WNBA (2005, 2008)
  - składu:
    - WNBA’s Top 15 Team (2011 – 15. najlepszych zawodniczek w historii WNBA)
    - WNBA Top 20@20 (2016 – 20. najlepszych zawodniczek w historii WNBA)
    - dekady zespołu Silver Stars (2012)
    - WNBA 25th Anniversary Team (2021)[7]
- Zwyciężczyni konkursu:
  - Skills Challenge WNBA (2007)
  - rzutów za 3 punkty WNBA (2009)
- Liderka WNBA w:
  - asystach (2007)
  - skuteczności rzutów:
    - za 3 punkty (2003)[8]
    - wolnych (2003, 2005, 2006, 2008, 2010)
- Drużyna San Antonio Stars zastrzegła należący do niej numer 25 (2016)
- Rekordzistka WNBA w skuteczności rzutów wolnych (100% – 2014)[9]

### Drużynowe
- Mistrzyni:
  - Ligi Światowej FIBA (2007)
  - Hiszpanii (2010)
  - NWBL (2005, 2006)
- Wicemistrzyni:
  - Euroligi (2010)
  - Rosji (2008, 2012, 2013)[10][11]
- Zdobywczyni pucharu:
  - Hiszpanii (2010)
  - Rosji (2008)
- Finalistka pucharu Rosji (2013)[11]

### Indywidualne
(* – nagrody przyznane przez portal eurobasket.com)
- MVP:
  - meczu gwiazd Euroligi (2009)
  - NWBL (2006)
  - turnieju Pro Cup NWBL (2005)
- Zwyciężczyni konkursu:
  - NBA Shooting Stars (2008, 2010)
  - rzutów za 3 punkty Euroligi (2009)
- Laureatka nagrody:
  - Atletki Roku przyznanej przez Rapid City Journal (2008)
  - ESPNW Woman of the Year (2014)
- Uczestniczka meczu gwiazd Euroligi (2008, 2009, 2010 – powołana, nie wystąpiła)
- Najlepsza zawodniczka*:
  - krajowa ligi rosyjskiej (2012, 2013)[10][11]
  - występująca na pozycji obronnej ligi rosyjskiej (2012)[10]
- Zaliczona do:
  - I składu:
    - ligi rosyjskiej PBL (2012)*[10]
    - najlepszych zawodniczek krajowych ligi rosyjskiej (2012, 2013)*[10][11]
    - pucharu Rosji (2012)[10]

  - II składu ligi rosyjskiej (2013)*[11]
  - Galerii Sław:
    - Koszykówki South Dakota High School (2010)
    - Sportu Colorado State University (2004)
- Liderka:
  - strzelczyń NWBL (2005, 2006)
  - w asystach:
    - ligi rosyjskiej (2011, 2013)[12][11]
    - NWBL (2005, 2006)

### Reprezentacja
- Wicemistrzyni Europy (2009)
- Brązowa medalistka olimpijska (2008)
- Zdobywczyni pucharu Williama Jonesa (1998)
- Uczestniczka:
  - mistrzostw świata (2010 – 7. miejsce)
  - igrzysk olimpijskich (2008, 2012 – 4. miejsce)
  - turnieju FIBA Diamond Ball (2008 – 5. miejsce)
- Liderka igrzysk olimpijskich w skuteczności rzutów za 3 punkty (2008 – 50%)[13]

### Trenerskie
- Mistrzostwo letniej ligi NBA z San Antonio Spurs (2015)